# Dyspessa tsimgana
Dyspessa tsimgana is een vlinder uit de familie van de houtboorders (Cossidae). De wetenschappelijke naam van de soort is voor het eerst geldig gepubliceerd in 1936 door Zukowsky.